# Laurent Di Lorto
Laurent Di Lorto est un footballeur français, né le 1er janvier 1909 à Martigues et mort le 28 octobre 1989 à Montbéliard dans le Doubs. Il évolue au poste de gardien durant les années 1930.
Il débute en professionnel à l'Olympique de Marseille avec lequel il remporte la Coupe de France en 1935. Après quatre ans dans ce club, il rejoint le FC Sochaux où il gagne le titre de champion de France en 1938 ainsi que la Coupe de France en 1937.
Il compte onze sélections en équipe de France et dispute la Coupe du monde 1938.

## Biographie

### Années marseillaises
Laurent Di Lorto nait le 1er janvier 1909 à Martigues,. Surnommé "Bayard", il joue dans le club de sa ville natale entre 1924 et 1931 avant de rejoindre l'Olympique de Marseille en tant qu'amateur.
Di Lorto est la doublure de Charles Allé lors de la première édition professionnelle du championnat de France. Il dispute quatre matchs consécutifs d'octobre à novembre 1932 pour le compte des journées 5 à 8 ainsi que la dix-huitième et dernière journée.
Il obtient sa place de titulaire lors de la saison 1933-1934 où il dispute l'ensemble des rencontres du championnat. La finale de la Coupe de France oppose le club marseillais au FC Sète. En fin de seconde mi-temps, alors que l'OM perd 1-2, le but égalisateur de Joseph Alcazar est annulé pour un hors-jeu d'Émile Zermani. Les deux hommes accompagnés de Di Lorto prennent à partie, injurient et menacent l'arbitre et son juge de touche. Des sanctions sont appliquées après-match et les trois hommes ne disputent pas la rencontre à Lille contre l'Olympique lillois qui est décisive pour l'obtention du titre de champion,,.
Toujours titulaire et membre actif de l'équipe-type de la saison 1934-1935, Di Lorto dispute vingt-six des trente matchs de championnat ainsi que les six matchs de Coupe dont la finale remportée contre le Stade rennais où il n'encaisse aucun but et se montre hardi jusqu'à être aventureux par instants,.
Le gardien réalise de nouveau une saison pleine à l'OM en 1935-1936, où il termine sixième du championnat, huitième de finaliste de la Coupe de France et étrenne ses deux premières sélections en équipe nationale.

### Années sochaliennes
Son contrat au FC Sochaux commence le 1er juillet 1936 et il conclut sa saison en tant que vice-champion de France et vainqueur de la Coupe,. L'année suivante, il est sacré champion de France et participe à la Coupe du monde 1938 où il dispute les deux matchs de la France en tant que gardien titulaire. Il forme avec Etienne Mattler et Hector Cazenave la défense de l'équipe de France et du FC Sochaux entre 1937 et 1938. Cette redoutable triplette est appelée la "Ligne Maginot".
Sa dernière saison en tant que joueur professionnel se conclut par une sixième place en championnat. Il meurt le 28 octobre 1989 à Montbéliard.

### Vie privée
Son frère, Paul, est un résistant fusillé par les Allemands en juin 1944.

## Palmarès
- Championnat de France de football (1) :
  - Champion en 1938 avec Sochaux.
  - Vice champion en 1937 avec Sochaux.
- Coupe de France de football (2) :
  - Vainqueur en 1935 avec Marseille.
  - Vainqueur en 1937 avec Sochaux.
  - Finaliste en 1934 avec Marseille.

## Statistiques personnelles en championnat et par saison
| Année     | Equipe                 | Championnat | Matchs | Buts |
| --------- | ---------------------- | ----------- | ------ | ---- |
| 1932-1933 | Olympique de Marseille | Nationale   | 5      | 0    |
| 1933-1934 | Olympique de Marseille | Division 1  | 24     | 0    |
| 1934-1935 | Olympique de Marseille | Division 1  | 26     | 0    |
| 1935-1936 | Olympique de Marseille | Division 1  | 26     | 0    |
| 1936-1937 | FC Sochaux             | Division 1  | 29     | 0    |
| 1937-1938 | FC Sochaux             | Division 1  | 26     | 0    |
| 1938-1939 | FC Sochaux             | Division 1  | 30     | 0    |